# کمدین (کمیک)
کمدین (به انگلیسی: Comedian) با نام اصلی ادوارد مورگن بلیک، یک شخصیت خیالی ضدقهرمان در کتاب‌های کامیک آمریکایی منتشر شده توسط دی‌سی کامیکس است. این شخصیت توسط نویسنده آلن مور و طراح دِیو گیبنز خلق شده‌است؛ که برای نخستین بار در شمارهٔ ۱ از مینی‌سریال واچ‌مِن (سپتامبر ۱۹۸۶) حضور پیدا کرد. همانند دیگر شخصیت‌های اصلی مجموعه، او نیز بر پایه شخصیت «پیس میکر» (محافظ صلح) از انتشارات چارلتون کامیکس (ساختهٔ جو گیل و پت بویت) نگاشته شده‌است. او اغلب برای حس شوخ‌طبعی پیچیده، دیدگاه جهان‌بینی هیچ‌انگاری و نشان صورتک خندان خود شناخته شده‌است. قتل او سبب وقوع زنجیره رخدادهای مجموعه واچ‌مِن می‌شود.
جفری دین مورگان نقش این شخصیت را در فیلم نگهبانان (۲۰۰۹) به کارگردانی زک اسنایدر ایفا کرده است.